# Deez Nuts
I Deez Nuts sono un gruppo musicale hardcore formatosi a Melbourne, Australia, nel 2007.
La band è composta dal cantante nonché frontman JJ Peters, dal bassista Sean Kennedy (il quale fa parte del gruppo a partire dalla fine del 2014), dal chitarrista Matt "Real Bad" Rogers e dal batterista Alex Salinger. Sia JJ Peters che Sean Kennedy sono di nazionalità australiana, entrambi di Melbourne per l'esattezza, mentre sia Real Bad e DooDooBrown (soprannome di Alex, molto amato e più volte utilizzato dallo stesso) sono di New York, più precisamente Brooklyn. Il loro nome deriva dal titolo dell'omonima canzone di Dr Dre.

## Discografia
Album in studio
- 2008 - Stay True
- 2010 - This One's for You
- 2013 - Bout it!
- 2015 - World is Bond

EP
- 2007 - Rap Your Hood